# Cagayan
Pour les articles homonymes, voir Cagayan (homonymie).
Cagayan est une province située dans la région de la vallée de Cagayan et la pointe nord-est de la Luçon. Sa capitale est la ville de Tuguegarao. Elle est à environ 431 kilomètres au nord-ouest de Manille, et comprend les îles Babuyan au nord. La province est limitrophe d’Ilocos Norte et d’Apayao à l’ouest, et de Kalinga et Isabela au sud.

## Démographie
Enquêtes annuelles
| 1903    | 1918    | 1939    | 1948    | 1960    | 1970    | 1975    | 1980    | 1990    |
| ------- | ------- | ------- | ------- | ------- | ------- | ------- | ------- | ------- |
| 147 946 | 191 320 | 292 270 | 311 088 | 445 289 | 581 237 | 644 075 | 711 476 | 829 867 |

| 1995    | 2000    | 2007      | 2010      | 2015      | - | - | - | - |
| ------- | ------- | --------- | --------- | --------- | - | - | - | - |
| 895 050 | 993 580 | 1 072 571 | 1 124 773 | 1 199 320 | - | - | - | - |

## Villes et municipalités
Municipalités
- Abulug
- Alcala
- Allacapan
- Amulung
- Aparri
- Baggao
- Ballesteros
- Buguey
- Calayan
- Camalaniugan
- Claveria
- Enrile
- Gattaran
- Gonzaga
- Iguig
- Lal-Lo
- Lasam
- Pamplona
- Peñablanca
- Piat
- Rizal
- Sanchez-Mira
- Santa Ana
- Santa Praxedes
- Santa Teresita
- Santo Niño
- Solana
- Tuao

Villes
- Tuguegarao